# 洞泉寺 (郡上市)
松峰山洞泉寺(とうせんじ)は岐阜県郡上市八幡町の小駄良川河畔にある浄土宗の寺院である。郡上おどりゆかりの寺として知られる。

## 沿革
郡上藩主遠藤常友の発願により、慶長7年（1602年）に岐阜本誓寺の然誉上人を開山に迎え知恩院の末寺として創建された。
現在に至るまで郡上郡唯一の浄土宗寺院で、宝暦9年（1759年）に青山氏が郡上藩主として入部するとその領地における菩提寺となり保護された。
そのため、青山氏ゆかりの品々を寺宝として有していたが、大正8年（1919年）に八幡町市街地が大火に見舞われた際に伽藍と共に大半が焼け落ちている。
その後本堂は昭和16年（1941年）に再建され、現在に至っている。

## 祭礼
毎年、8月7日に寺内に祀られている弁財天の祭礼が行われ、郡上おどりの七大縁日の一つとして踊りに訪れる人で賑わう。

## 境内
また、境内にはユースホステル郡上洞泉寺および慈教保育園がある。